# Никола Добровић
Никола Добровић (Печуј, 12. фебруар 1897 — Београд, 11. јануар 1967) био је српски и југословенски архитекта и професор на Архитектонском факултету у Београду.

## Биографија
Његова дела су углавном стварана у стилу модерне, а био је подједнако познат и као урбаниста. Студије архитектуре започео је у Будимпешти 1915, а након прекида због 1. светског рата, наставио их је у на Чешком техничком универзитету у Прагу, где је дипломирао 1923. и радио до 1934. као архитекта. Вратио се у земљу и живео у Лападу код Дубровника. Године 1943 се прикључује НОП-. Од октобра 1944. радио је на обнови земље као начелник Архитектонског одељења савезног Министарства грађевина. Крајем 1945. постављен је за директора Урбанистичког завода НР Србије, а после одвајања засебног Урбанистичког завода Београда постаје његов први директор и главни архитекта града. У јесен 1948. преузима дужност редовног професора за урбанизам на Архитектонском факултету Техничке високе школе у Београду.
Био је дописни члан САНУ од 1961. и ЈАЗУ од 1963, а 1962. је добио Октобарску награду града Београда. Добио је Седмојулску награду за животно дело 1964. Одликован је Орденом рада са црвеном заставом 1965. године, а те године је постао и редовни члан САНУ. Био је и почасни дописни члан РИБА (Краљевски институт британских архитеката).
1968. је постхумно добио Октобарску награду за урбанистичке концепције по којима је грађен Нови Београд. Током 2022. у Галерији САНУ приређена је вишемесечна изложба „Никола Добровић – Под заставама модерних покрета”.
Његов старији брат био је сликар Петар Добровић.

## Дела

### Архитектонска
- Вила у Прагу, 1925.[3]
- Стамбени објект са апотеком у Прагу, 1928.[4]
- Масарикови домови у месту Крч у код Прага 1928. (као сарадник чешког архитекте Бохумира Козака)
- Југословенски студентски дом у Прагу 1928.
- Споменик Виктору Дику на острву Лопуду код Дубровника, 1932.
- Хотел Гранд на острву Лопуду код Дубровника, 1936.[5]
- Била Напрстек у ували Сребрено код Дубровника, 1937.
- Вила Русалка на Бонинову, Дубровник, 1938.
- Вила Весна на острву Лопуду код Дубровника, 1939.[6]
- Рестаурација палате Спонза у Дубровнику, 1939.
- Доградња и адаптација виле Волф (Опус X) на Лападу, Дубровник, 1939.
- Вила Адонис у Другом коналу код Дубровника, 1940.
- Вила Свид у Малом Затону код Дубровника, 1940.[6]
- Дом феријалног савеза на Лападу (Монтовјерна), Дубровник, 1938-39.
- Државни секретаријат народне одбране у Београду (генералштаб), 1956-63.[7]
- Градска Пошта, Херцег Нови, 1961.
- Институт „Никола Тесла“, Нови Београд, 1963.
- Дечије оделење Завода за физикалну медицину и рехабилитацију ”Др Симо Милошевић”, Херцег Нови, 1964.[6]
- Дечја болница Игало[6]

### Пројекти индустријске и наменске архитектуре Н. Добровића
- Пројекат индустријског насеља, 1954–1956, Јежево поље код Штипа;
- Идејна скица железничког чвора, 1955, Загреб
- Пројекат аутобуске станице, 1960, Игало

## Галерија
- Лични предмети, са изложбе у Галерији САНУ, 2022.
- Теразијска тераса
- Архитектонска дела у Прагу
- Дубровачка хипердеценија
- Фотографија Добровића, са изложбе у Галерији САНУ, 2022.
- Генералштаб